# Как достать соседа (серия игр)
«Как достать соседа» (англ. Neighbours from Hell) — серия компьютерных игр в жанре аркадной головоломки, изначально разработанная компанией JoWooD Entertainment. Оригинальная серия состоит из трёх игр, последняя из которых является дилогией ремастером.
После выпуска «Как достать соседа 2: Адские каникулы» в 2004 году, новостей о разработке сиквела не последовало, однако ряд российских компаний решили с 2006 по 2011 года выпустить и издать свои версии игр под таким же названием и схожими логотипами, при этом не имея никакой лицензии от правообладателя.

## Игры
| Год            | Название                              | Платформы               | Платформы                                                    | Платформы          | Разработчик                      |
| Год            | Название                              | Персональные компьютеры | Игровые приставки                                            | Мобильные телефоны | Разработчик                      |
| Основная серия | Основная серия                        | Основная серия          | Основная серия                                               | Основная серия     | Основная серия                   |
| -------------- | ------------------------------------- | ----------------------- | ------------------------------------------------------------ | ------------------ | -------------------------------- |
| 2003           | Как достать соседа                    | Windows, macOS          | Nintendo GameCube, Xbox, Nintendo DS (Только в первой части) | iOS, Android       | JoWooD Entertainment, HandyGames |
| 2004           | Как достать соседа 2: Адские каникулы | Windows, macOS          | Nintendo GameCube, Xbox, Nintendo DS (Только в первой части) | iOS, Android       | JoWooD Entertainment, HandyGames |
| Переиздания    |                                       |                         |                                                              |                    |                                  |
| 2020           | Neighbours Back From Hell             | Windows                 | PlayStation 4, Xbox One, Nintendo Switch                     | iOS, Android       | Farbworks, THQ Nordic            |

## Неофициальные продолжения
С 2006 по 2011 год компаниями GFI, VZ Lab, Orion Games, GFI Mobile и Руссобит-М был создан и издан целый ряд игр, копирующих концепцию и геймплей оригинальной Neighbours from Hell, но не имеющих к ней прямого отношения. Несмотря на это, на территории стран СНГ данные игры были изданы под заголовками серии «Как достать соседа». На территории остальных стран мира игры распространялись с заголовком серии «Pranksterz».
- Как достать соседа 3: В офисе (2006)
- Как достать студента: Переполох в общаге (2007)
- Как достать соседа 4: На отдыхе (2007)
- 33 квадратных метра — Война с соседями (2007)/О.С.П. Как достать квартиру (2008)[12][13]
- Как достать соседа: Из России с любовью (2008)
- Как достать соседку: Полный гламур (2009)
- Как достать: Принц Персии и Жадный Халиф (2010)
- Как достать соседа: Каникулы олигарха (2011)

## Неофициальные мобильные спин-оффы
- Достать соседа (2006)
- Достать соседа 2 (2006)

## Отзывы критиков
| Игра                                  | GameRankings | Metacritic |
| ------------------------------------- | ------------ | ---------- |
| Как достать соседа                    | 64.5%        | 69/100     |
| Как достать соседа 2: Адские каникулы | 73.7%        | —          |
| Neighbours Back From Hell             | —            | 63/100     |

Основная серия получила в целом смешанные отзывы, согласно агрегаторам рецензий GameRankings и Metacritic. В свою очередь на российском сайте «Критиканство» игра получила положительные отзывы от критиков.